# Чудзялуд
Чудзялуд — деревня в Вавожском районе Удмуртии. Входит в состав Водзимоньинского сельского поселения.

## География
Деревня расположена на западе республики на расстоянии примерно в 9 километрах по прямой к северо-западу от районного центра Вавожа.
Часовой пояс
Деревня Чудзялуд как и вся Удмуртия, находится в часовой зоне МСК+1. Смещение применяемого времени относительно UTC составляет +4:00.

## Население
| 2010 | 2012 |
| ---- | ---- |
| 87   | ↗90  |

Национальный состав
Согласно результатам переписи 2002 года, в национальной структуре населения удмурты составляли 93 % из 82 чел..